# Ministero dell'istruzione (Romania)
Il Ministero dell'istruzione (in romeno Ministerul Educaţiei) è un dicastero del governo rumeno.
Il Ministero coordina il sistema educativo in Romania, determinando gli obiettivi del sistema di istruzione da perseguire, così come gli obiettivi educativi a livello d'istruzione e profilo.
Nell'esercizio delle sue competenze, il Ministero consulta, se è il caso, le società scientifiche nazionali di docenti, federazioni sindacali a livello settoriale, le strutture associative di enti locali, parti sociali e organizzazioni studentesche e gli studenti, riconosciuti a livello nazionale.
Dal 2022 l'attuale ministro è Ligia Deca (PNL).

## Precedenti nomi del Ministero
Nel corso degli anni il Ministero ha cambiato il suo titolo. Inizialmente si chiamava  Ministero della Religione e della Pubblica Istruzione (in rumeno:  Ministerul Religiei şi Instrucţiunii Publice), allora  Ministero della Pubblica Istruzione (in rumeno:  Ministerul Instrucţiunii Publice), poi cambiato in  Ministero dell'Insegnamento (in rumeno: Ministerul Învǎţǎmântului),  Ministero della didattica e della scienza (in rumeno: Ministerul Învǎţǎmântului şi Ştiinţei), che ha cambiato di nuovo al Ministero della didattica (in rumeno:  Ministerul Învǎţǎmântului). Quando Andrei Marga diventato ministro, ha introdotto le maggiori misure di riforma, a partire dal nome dell'istituzione:  Ministero della pubblica istruzione (in rumeno:  Ministerul Educaţiei Naționale). Nel 2000 il nome fu cambiato in  Ministero dell'istruzione e della ricerca (in rumeno:  Ministerul Educaţiei şi Cercetǎrii). Questo titolo è stato mantenuto fino all'aprile 2007, quando è cambiato  Ministero dell'istruzione, della ricerca e della gioventù (in rumeno:  Ministerul Educaţiei, Cercetǎrii şi Tineretului).

## Organizzazione
Il  Ministero della pubblica istruzione si occupa delle seguenti agenzie: 
- Autorità nazionale per la ricerca scientifica
- Autorità nazionale dei giovani
- Autorità nazionale per lo sport e la gioventù
- Agenzia rumena per la garanzia della pre-qualità (ARACIP)
- Commissione nazionale rumena per l'UNESCO
- Consiglio nazionale degli studenti
- Centro nazionale per la didattica e la valutazione dell'insegnamento scolastico
- Agenzia nazionale per i comunitari in materia di istruzione e formazione (ANPCDEFP)
- Unità esecutiva per il finanziamento dell'istruzione superiore e della ricerca scientifica universitaria  UEFISCSU, su uefiscsu.ro. URL consultato il 24 luglio 2014 (archiviato dall'url originale il 26 luglio 2014).
- Agenzia rumena per la garanzia della qualità dell'istruzione superiore (ARACIS), su aracis.ro.
- Palazzo nazionale per i bambini di Bucarest, su palatulnational.ro. URL consultato il 24 luglio 2014 (archiviato dall'url originale il 28 luglio 2014).
- Corul Național de Cameră Madrigală
- Centro nazionale per lo studio e le borse di studio all'estero, su pentrustudenti.ro. URL consultato il 24 luglio 2014 (archiviato dall'url originale il 29 luglio 2013).
- Centro nazionale per lo sviluppo della formazione e dell'educazione tecnica, su tvet.ro.
- Ufficio nazionale per l'amministrazione e la gestione delle infrastrutture e della comunicazione dei dati
- Federazione Sportiva scolastica e universitaria
- Centro nazionale per la formazione del personale in materia di istruzione pre-universitaria
- Centro per la formazione in lingua tedesca (CFCLG), su zfl.ro.
- Agenzia nazionale per le qualifiche dell'istruzione superiore e del partenariato economico e sociale (ACPART), su acpart.ro.
- Agenzia per la gestione della ricerca scientifica, innovazione e trasferimento tecnologico (AMCSIT), su amcsit.ro.
- Segreteria nazionale rumena della rete universitaria del mar Nero
- Regia Autonomă Editura Didactică și Pedagogică, su edituradp.ro.
- Istituto di scienze della formazione, su ise.ro.
- Centro europeo dell'UNESCO per l'istruzione superiore (CEPES), su cepes.ro. URL consultato il 24 luglio 2014 (archiviato dall'url originale il 29 settembre 2010).
- Centro di ricerca biologica di Jibou
- Istituto di lingua rumena, su ilr.ro. URL consultato il 24 luglio 2014 (archiviato dall'url originale il 2 agosto 2018).
- Istituto di medicina comparativa  (I.M.C.), su imcb.go.ro. URL consultato il 24 luglio 2014 (archiviato dall'url originale il 25 dicembre 2012).
- Centro nazionale per il programma manageriale — (CNMP), su cnmp.ro. URL consultato il 24 luglio 2014 (archiviato dall'url originale il 21 novembre 2010).

Il  Ministero della Pubblica Istruzione fornisce il rapporto con le istituzioni internazionali sulle attività nell'ambito dei programmi e dei progetti avviati da:
- Agenzia intergovernativa di Francoforte;
- Agenzia universitaria dei Francoforte;
- CONFEMEN – Conferenza dei ministri della pubblica istruzione; ;
- UNESCO – Organizzazione per l'educazione, la scienza e la cultura delle Nazioni Unite;
- OECD – Organizzazione per la cooperazione e lo sviluppo economico;
- OSCE – Organizzazione per la sicurezza e la cooperazione in Europa;
- ECRI - Commissione europea contro il razzismo e l'intolleranza;
- ICE – Iniziativa centrale europea;
- RCEE – Centro regionale dell'educazione ingegneristica di Sofia;
- CoE – Consiglio europeo;
- CELM – Centro europeo di lingua moderna di Graz;
- Task force e patto di stabilità;
- OMPI – Organizzazione mondiale per le proprietà intellettuali.